# 교황 그레고리오 9세
교황 그레고리오 9세(라틴어: Gregorius PP. IX, 이탈리아어: Papa Gregorio IX, 1170년 ~ 1241년)는 제178대 교황(재위: 1227년 3월 19일 - 1241년 8월 22일)이다. 본명은 우골리노 데이 콘티 디 세니(이탈리아어: Ugolino dei Conti di Segni)이다.

## 생애 초기
우골리노는 1170년경 아나니 태생이다. 그는 파리 대학교와 볼로냐 대학교에서 수학하였다.
1198년 12월 그는 사촌 관계인 교황 인노첸시오 3세에 의해 산 에우스타키오 성당의 부제급 추기경에 서임되었다. 1206년에는 오스티아와 발레트리의 주교급 추기경에 서임되었다. 1218년 또는 1219년에 그는 추기경단 단장이 되었다.
아시시의 프란치스코가 특별히 요청함에 따라 1220년 교황 호노리오 3세는 우골리노를 프란치스코회의 후견인으로 지명하였다.
오스티아의 주교급 추기경 시절 그는 발을 넓혀 여러 사람과 돈독한 관계를 맺었는데, 개중에는 잉글랜드의 왕비 앙굴렘의 이사벨라도 있었다.

## 교황
우골리노는 1227년 교황으로 선출되었다. 그는 산 그레고리오 앗 셉템 솔리아 수도원에서 교황으로 선출되었기 때문에 교황으로서의 새 이름으로 그레고리오를 선택했다.
파리 대학교 학자들과 지방 유지들 간의 갈등이 촉발해 1229년 파리 대학교의 총파업이 있은 후 그레고리오 9세는 이를 해결하기 위해 1231년에 교황 칙서 《과학의 어머니》(Parens scientiarum)를 반포했다. 교황 인노첸시오 3세의 정책을 그대로 답습한 그의 칙서는 대학교에 대한 교황의 후원을 확대해 직접적으로 통제하는 내용을 담고 있으며, 이 때문에 대학교의 마그나 카르타로 회자된다. 이 칙서는 심각한 범죄를 저질렀거나 법적 소송에 휘말린 교수는 강의를 중단하도록 하고 있다.
스페인과 프랑스에 창궐한지 오래된 이단들이 단순히 확산되는 것에 그치지 않고 폭력적인 집단 행동을 일으키자 이에 놀란 그레고리오 9세는 1233년 종교재판소를 세웠으나 피의자의 수사나 심문을 위해 고문하는 것을 승인하지는 않았다.
뛰어나고 학식이 깊은 법률가였던 교황은 1234년 《신교령집》(Nova Compilatio decretalium)을 반포하였다. 《신교령집》은 중세 전기부터 모아온 교령들을 체계화하는 오랜 과정의 정점이었다. 이 체계화 과정은 12세기 전반부터 시작되어 《그라티아누스 교령집》으로 정점을 찍었다. 그라티아누스 교령집은 교황의 위탁을 받은 법률에 정통한 그라티아누스가 교황의 지시에 따라 교령들을 편집해 1140년에 발행한 것으로, 그레고리오 9세는 여기에 새로 교령들을 추가하여 최종적으로 완성한 것이다. 이는 교황의 법적 지위의 근거가 되었다.
1239년 그리스도교로 개종한 유대인 니콜라스 도닌이 탈무드가 예수를 반대하는 신성모독적인 내용을 담고 있다고 주장함에 따라 그레고리오 9세는 유대인들로부터 모든 탈무드를 몰수하라는 지시를 내렸다. 이후 이를 둘러싼 그리스도교 신학자들과 유대교 신학자들 간의 공식적인 논쟁이 촉발되었고, 1242년 6월 12일 12,000권의 탈무드 필사본이 대량 압수되어 소각 처리되었다.

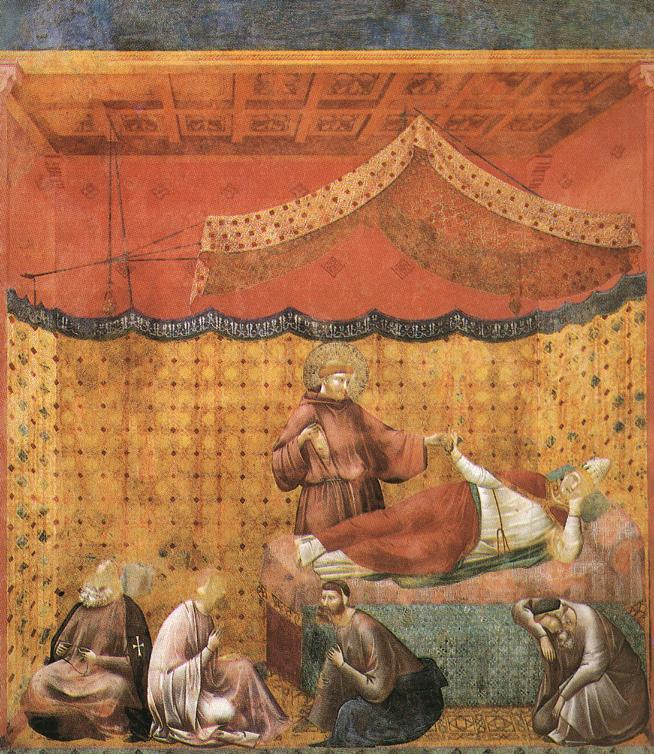
조토가 그린 교황 그레고리오 9세의 꿈 속에 나타난 아시시의 성 프란치스코.

탁발 수도회를 지지한 그레고리오 9세는 청빈이 당시 많은 성직자들의 재물욕에 대한 탁월한 대응책이라고 생각했다. 그는 아시시의 클라라 뿐만 아니라 도미니코의 친구이기도 했다. 1235년 1월 17일 그는 그리스도인 포로들을 구제하는 것을 목적으로 한 메르체데스회(속로의 성모회)를 인가하였다. 교황으로 재임하는 동안 그는 열 명의 추기경을 서임하였고, 아시시의 프란치스코, 도미니코, 파도바의 안토니오, 헝가리의 엘리사벳 등을 시성하였다. 그리고 로마에 있는 산타 마리아 델 포폴로 성당의 성모 경당을 개축하였다.
그레고리오 9세는 북방 십자군을 공개적으로 지지하여 동방 정교회를 믿는 동유럽(특히 프스코프 공화국과 노브고로드 공화국)의 슬라브 민족을 교황의 재치권 아래 두려고 하였다. 1232년 그레고리오 9세는 검의 형제기사단 측에게 핀란드-노브고로드 전쟁에서 노브고로드 공화국에 맞서 싸우는 반(半)이교도인 핀란드인들을 보호하기 위한 군대를 보낼 것을 요청하였다. 하지만 핀란드에 지원군이 왔다는 기록은 전해지지 않는다.

## 프리드리히 2세에 대한 투쟁

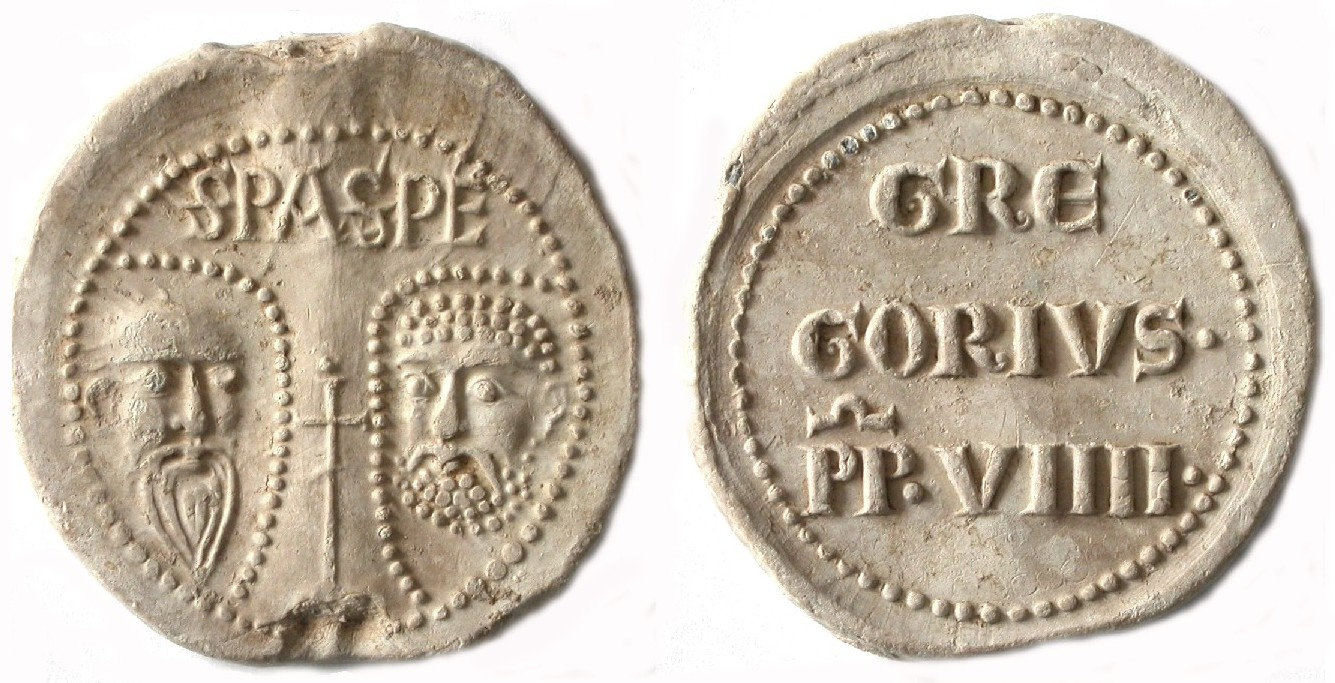
교황 그레고리오 9세의 인장

1220년 11월 22일 로마에서 가진 대관식에서 프리드리히 2세는 1221년 8월에 거룩한 땅에 가겠다고 맹세하였다. 그러나 그레고리오 9세가 즉위하면서 프리드리히 2세가 당초 약속했던 제6차 십자군 원정을 실행하는데 미적거리기만 하였다. 프리드리히 2세는 대내외적으로 자신이 병에 걸렸다는 이유를 내세워 십자군 원정을 계속 지연하였다. 원정이 차일피일 미뤄지기만 하자 그레고리오 9세는 파문과 퇴위 강요로 맞대응했다. 결국 프리드리히 2세는 거룩한 땅으로 갔으며, 실제로 예루살렘을 탈환하기도 하였다. 프리드리히 2세가 부재한 동안 그가 임명한 스폴레토 총독 라이날드가 교황령을 침략하자 그레고리오 9세는 프리드리히 2세를 불신하게 되었다. 1229년 6월 거룩한 땅에서 돌아온 프리드리히 2세는 시칠리아를 침공한 교황군을 패산시키고 그레고리오 9세에게 평화를 제안했다.
그레고리오 9세와 프리드리히 2세는 휴전을 했지만 1239년 프리드리히 2세가 롬바르디아 동맹에 패퇴하면서 교황령을 둘러싼 이탈리아 전역을 수중에 넣을 가능성이 매우 희박해졌다. 이후 두 사람 간의 갈등이 다시 폭발하여 1239년 황제의 재차 파문과 장기전으로 이어졌다. 그레고리오 9세는 프리드리히 2세를 이단자로 비난하고 그에게 기절벌(이단 선언)을 선고하기 위해 로마에서 시노드를 소집했다. 이에 프리드리히 2세는 질리오 해전에서 시노드에 참석하기 위해 고위 성직자들이 탄 많은 배들을 나포하거나 침몰시키는 것으로 맞대응했다.
두 사람의 갈등은 1241년 8월 22일 그레고리오 9세의 선종으로 끝이 났다. 그레고리오 9세는 황제와의 갈등이 최고조에 이르기 전에 선종하였다. 나중에 그의 후임자인 교황 인노첸시오 4세는 1245년에 십자군을 선언하고 신성 로마 제국 황제의 위협을 종식시켰다.